# Andy Gardiner
Andy Derek Gardiner (* 29. November 1967 in Walthamstow) ist ein ehemaliger britischer Basketballspieler.

## Werdegang
In den Vereinigten Staaten spielte Gardiner für die Mannschaft des Hawaiʻi Loa College sowie ab 1992 für die Hawaiʻi Pacific University, nachdem beide Hochschulen zusammengelegt worden waren.
In Folge seiner Rückkehr nach Großbritannien verstärkte der Flügelspieler die Derby Bucks, ehe er zu den London Towers ging. Mit der Hauptstadtmannschaft trat er im Europapokal Korać-Cup teil.
Zwischen 1996 und 2003 spielte Gardiner in Belgien. Während seiner Zeit in Lüttich sammelte er weitere Erfahrung in einem europäischen Wettbewerb, FIBA Europe Champions Cup. An Ende seiner Laufbahn stand er in Diensten der Brighton Bears, damals betreut von Trainer Nick Nurse. Im Frühjahr 2004 kam es zwischen Gardiner, der von Verletzungen geplagt war, und Brighton zur Trennung.
Gardiner war englischer und britischer Nationalspieler. Seine Tochter Timea schlug ebenfalls eine Laufbahn im leistungsbezogenen Basketball ein.